# Oost-Vlieland
Oost-Vlieland (en frisó occidental East-Flylân) és l'únic poble de l'illa de Vlieland a la província de Frísia dels Països Baixos. Està situat a l'extrem est de l'illa com el seu nom indica: Oost és "est" en neerlandès. El 2022 tenia una població de més de 1.100 habitants.
Des de 2009, "Vlieland" és el nom oficial del poble segons els registres municipals (BAG) i el municipi de Vlieland utilitza el topònim Vlieland per a les adreces del poble. No obstant això, el nom "Oost-Vlieland" s'utilitza habitualment per distingir el poble de l'illa de Vlieland.

## Galleria

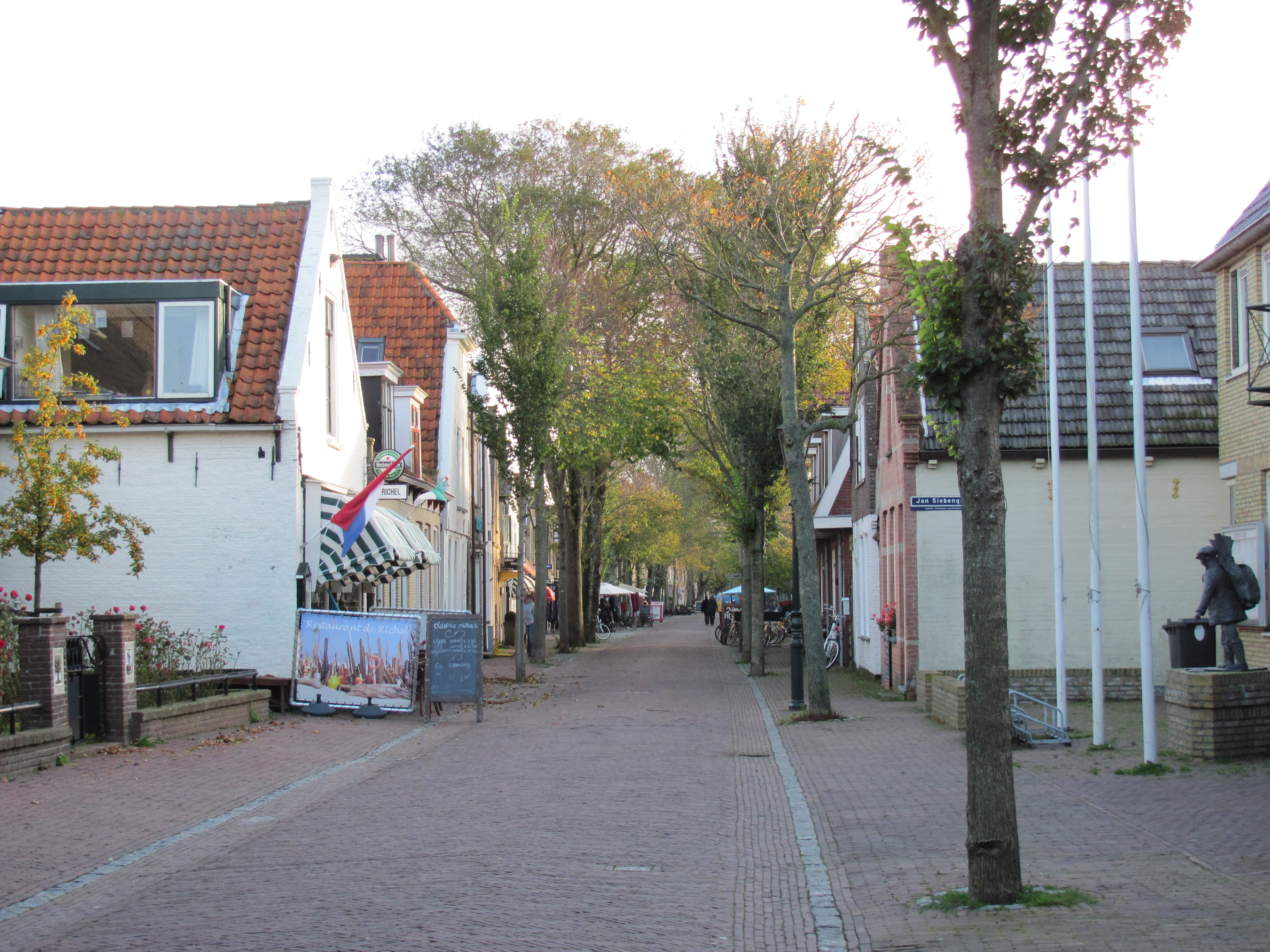
Vista de la Dorpsstraat.
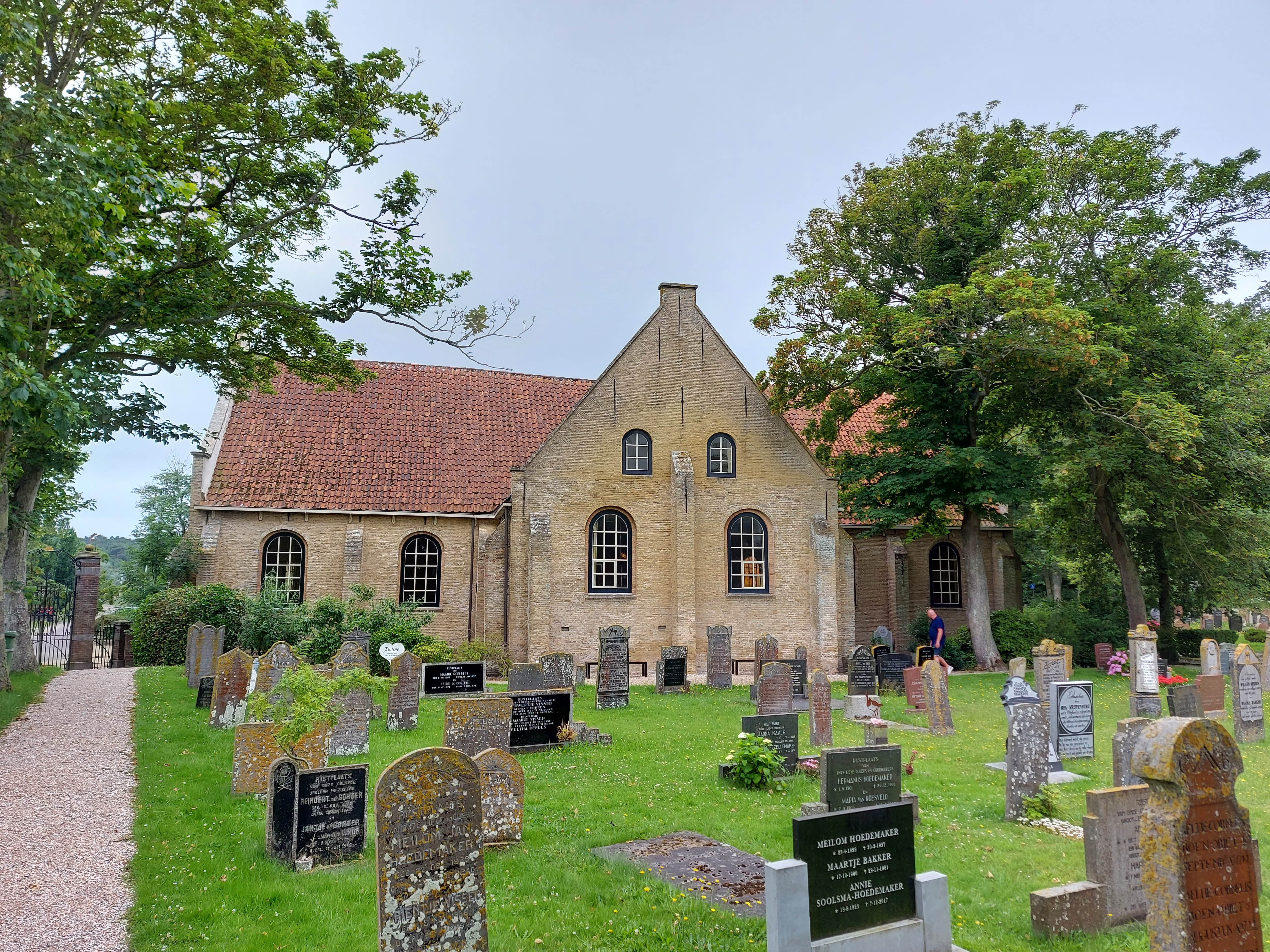
església de sant Nicolau (Nicolaas Kerk)
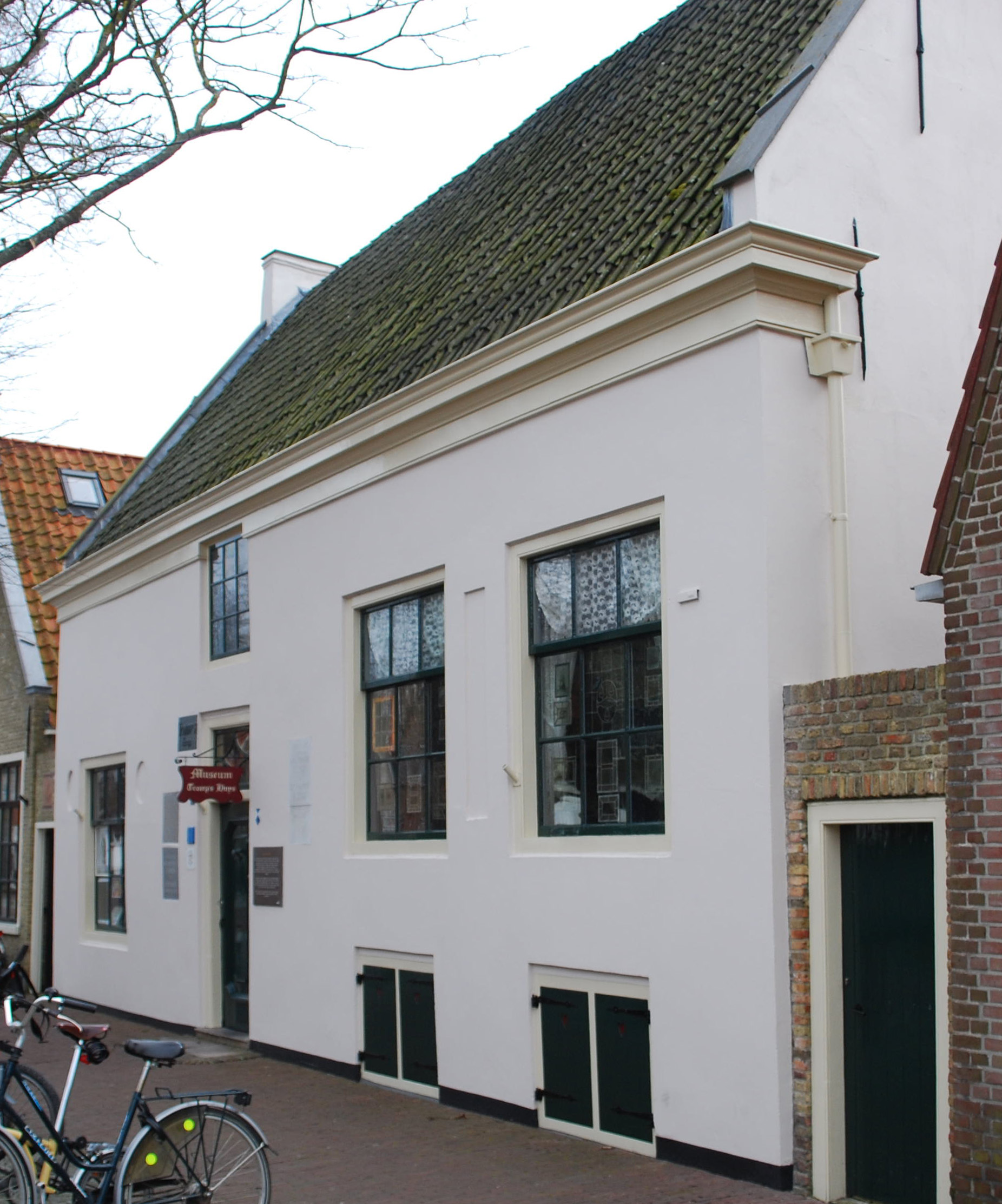
Museu Tromp's Huys